# Parelhas (ort)
Parelhas är en ort i Brasilien.   Den ligger i kommunen Parelhas och delstaten Rio Grande do Norte, i den östra delen av landet, 1 600 km nordost om huvudstaden Brasília. Parelhas ligger 274 meter över havet och antalet invånare är 16 377.
Terrängen runt Parelhas är platt åt nordväst, men åt sydost är den kuperad. Parelhas är det största samhället i trakten.
Omgivningarna runt Parelhas är huvudsakligen savann. Runt Parelhas är det ganska glesbefolkat, med 38 invånare per kvadratkilometer.